# Parti du peuple démocratique syrien
Le Parti du peuple démocratique syrien (arabe : حزب الشعب الديمقراطي السوري, romanisé : Hizb Al-Sha'ab Al-Dimuqratiy Al-Suriy), aussi appelé Parti populaire démocratique syrien et abrégé PPDS, est un parti syrien d'opposition démocratique de gauche. C'est un membre de l'opposition syrienne, membre du Rassemblement national démocratique et participant à la Déclaration de Damas.
Le parti est né en 1973 d'une scission au sein du Parti communiste syrien. Jusqu'en 2005, il existait sous le nom de Parti communiste syrien - Bureau politique (PCS-BP) et était également connu sous le nom de Parti communiste syrien (Riyad al-Turk) du nom de son fondateur Riyad al-Turk. Lors de sa conférence de 2005, le parti abandonne les références au communisme et adopte la social-démocratie dans sa ligne politique. Le parti est membre de l'Alliance progressiste.

## Origines et scission du PCS
Le parti est né d'une scission au sein du Parti communiste syrien, survenue à la fin des années 1960 en raison de désaccords sur le nationalisme arabe et la gestion autoritaire du parti par Khaled Bakdash. L'aile gauche autour de Riyad al-Turk ont critiqué Bakdash et ont demandé une démocratie interne au sein du parti, ainsi qu'une ligne plus favorable du nationalisme arabe et du panarabisme. Ils se sont ensuite opposés à la décision de Bakdash de rejoindre le Front national progressiste (FNP) pro-gouvernemental en 1972. Essentiellement, le choix qui se présentait alors aux communistes était de se soumettre à la direction du Parti Baas au sein du FNP, ce qui impliquait toute une série de restrictions, ou de tenter d'exister dans la clandestinité. L'ancienne direction du parti sous Bakdash a choisi la première option ; les éléments les plus à gauche ont suivi Riyad al-Turk dans l'opposition, finalisant la scission au sein du parti. La faction de Turk prit le nom de Parti communiste syrien - Bureau politique (PCS-BP), mais était également connue sous le nom de son chef, PCS (Turk).

## Dans l'opposition
Au début, le parti a pu fonctionner de manière assez efficace, même s'il n'a jamais été très grand, et pendant un certain temps, il a négocié les conditions d'adhésion au FNP. Cependant, l'intervention de la Syrie aux côtés des milices maronites et du gouvernement libanais contre les rebelles nationalistes arabes et gauchistes libanais et palestiniens, a provoqué une rupture définitive des relations. Le PCS-BP a publiquement et fermement condamné l'intervention, provoquant une répression de la part du gouvernement de Hafez al-Assad. Le parti s'engage alors dans une opposition active au gouvernement et participe en 1979 à la création du Rassemblement national démocratique (RND), avec quatre autres partis d'opposition de gauche et nationalistes.
Il a également, tout en renonçant à la violence, prôné le dialogue avec les Frères musulmans et d’autres islamistes sunnites, qui s’engageront dans un soulèvement armé contre le gouvernement quelques années plus tard. Cela a conduit à une campagne de répression politique sévère, culminant en 1980 avec l’arrestation d’al-Turk et de nombreux autres membres du parti. Turk n'a été libéré qu'en 1998 et est devenu l'un des prisonniers d'opinion les plus éminents de Syrie. Le membre du Comité central George Sabra a été arrêté lors d'une autre répression gouvernementale contre le parti en 1987 et a été condamné à huit ans de prison à Sednaya par un tribunal de sécurité de l'État.

## Après la mort de Hafez Al-Assad
Le parti a bénéficié d'un assouplissement de la répression politique au cours des deux dernières années du règne de Hafez al-Assad et après sa mort, ses membres ont été très actifs lors du Printemps de Damas, une brève période de débat politique et social intense qui a fleuri dans la seconde moitié de l'année 2000 et en 2001. Durant cette période, Georges Sabra, membre du parti depuis 1970 et membre du Comité central depuis 1985, représentait le parti à l'Assemblée nationale démocratique, une coalition de partis de gauche.
Riyad al-Turk a été arrêté alors que le gouvernement tentait de réprimer la plupart de ces activités à l'automne 2001, après avoir déclaré à la télévision que « le dictateur est mort », en référence à Hafez al-Asad. Il a été emprisonné, mais libéré plus tard à la suite de la pression internationale.
En 2005, le parti a tenu sa sixième conférence dans la clandestinité au cours de laquelle il a adopté de nouveaux statuts et changé son nom en Parti du peuple démocratique syrien, actant son adoption de la social-démocratie dans sa ligne politique, et l'abandon du marxisme-léninisme ;  depuis le début des années 1980, il s'était fortement concentré sur les questions démocratiques, et la conférence de 2005 a essentiellement formalisé un développement de longue date.
La même année, des militants du parti ont cofondé la Déclaration de Damas, une coalition de partis, de groupes de défense des droits de l'homme et de militants pro-démocrates nommée d'après leur texte fondateur exigeant la transformation du pays d'un « État policier en un État politique » fondé sur des élections libres régulières, une constitution démocratique, l'État de droit, le pluralisme et les droits individuels,.
Le chef du parti Faeq al-Mir a été arrêté en décembre 2006 après avoir été enregistré par des agents des services de renseignement syriens appelant l'homme politique libanais Elias Atallah pour lui présenter ses condoléances pour le décès de Pierre Gemayel, ministre libanais de l'Industrie. Al-Mir a été accusé d'avoir « mené des actes qui affaiblissent le sentiment national en temps de conflit » et d'avoir « communiqué avec un pays étranger pour l'inciter à lancer une agression contre la Syrie ou pour lui fournir les moyens de le faire » et a été condamné à trois ans de prison. Amnesty International l'a adopté comme prisonnier d'opinion et a fait campagne pour sa libération. Il était toujours porté disparu en 2015.

## Pendant la guerre civile syrienne
Les forces pro-Assad ont arrêté trois membres importants du parti après le début des soulèvements populaires en 2011 : Ghias Youn al-Soud, le secrétaire général du parti, Omar Kashash, syndicaliste de la ville d'Alep, et Fahmi Yousef. Ils furent tous libérés peu après.
Le parti a rejoint le Conseil national syrien en 2011 grâce à sa participation à la Déclaration de Damas.
George Sabra a été élu président du Conseil national en 2012.

## Lectures complémentaires
- « The Syrian Democratic People's Party profile », Carnegie Middle East Center (consulté le 15 septembre 2020)